# Джеремі Цукер
Джеремі Скотт Цукер (англ. Jeremy Scott Zucker; нар. 3 березня 1996, Франклін-Лейкс, Нью-Джерсі) — американський співак і автор пісень, найбільш відомий своїми піснями «Comethru» (2018), «All the Kids Are Depressed» (2018) і «You Were Good to Me» (2019). Відтоді, як у 2015 році він уперше почав публікувати музику, Цукер випустив кілька міні-альбомів і два повноформатних альбоми: «Love Is Not Dying» (2020) і «Crusher» (2021).
Його музичний стиль визначається як суміш індітроніки та хіп-хопу, хоча сам він пояснює, що це соціально інтровертна музика. Він також співпрацював з іншими виконавцями, такими як blackbear, EDEN, Бен Міллер і Челсі Катлер.

## Біографія
Родом із Франклін-Лейкс, Нью-Джерсі, Цукер виріс у музичній родині зі своїми батьками та двома старшими братами. Будучи студентом середньої школи Рамапо, він почав займатися музикою у своїй спальні, а пізніше приєднався до групи під назвою «Foreshadows». Перша пісня, яку він коли-небудь написав, насправді була про страх його брата висоти. Після закінчення середньої школи він вступив до коледжу Колорадо, який закінчив у 2018 році за спеціальністю молекулярна біологія. Перш ніж створювати власну музику, його першою роботою був інструктор зі сноуборду.
Після виходу синглу «'Bout it» він представив свій перший EP під назвою «Beach Island» у серпні 2015 року. Послідувала швидка послідовність синглів, які він зібрав у новому EP під назвою «Breathe» пізніше того ж року. У середині 2016 року Джеремі Цукер випустив свій третій EP; «Motions» підписався під лейблом, який він заснував разом з Деніелом Джеймсом і Бенджаміном О, під назвою 3OAK Music і який пізніше був перевиданий у 2017 році. Цей новий EP включав вісім нових пісень, включаючи «Heavy», яка була використана в реміксі. виконавця Blackbear у його пісні «Make Daddy Proud».
У 2017 році, оскільки багато його пісень отримали тисячі трансляцій на Soundcloud і Spotify, він підписав угоду з Republic Records. Того ж року відбулася співпраця між Цукером і Блекбером із піснею «Talk Is Overrated» у їхньому EP під назвою «Idle», випущеному того року.
У лютому 2018 року Цукер випустив новий міні-альбом під назвою «Stripped» і ще один під назвою «Glisten» у травні. У вересні він випустив наступний EP під назвою «Summer», який містить його найвідомішу пісню «comethru». Ця пісня є відповіддю на почуття співака після закінчення коледжу та повернення до Нью-Джерсі, у той самий будинок, де він виріс.
На початку 2019 року вийшов міні-альбом «Brent» у співпраці з Челсі Катлер. 26 липня він випустив сингл «Oh, Mexico», який став основою для його дебютного альбому під назвою «Love Is Not Dying», написаного та спродюсованого повністю ним. Другий сингл із цього альбому називається «always i'll care», який вийшов 7 лютого 2020 року разом із музичним відеокліпом на Youtube. Третій сингл вийшов 28 лютого під назвою «not ur friend» і четвертий 24 березня під назвою «julia». Нарешті він оголосив в Instagram дату виходу повного альбому, 17 квітня 2020 року.

## Вплив
Цукер назвав Blink-182, Джон Белліон, blackbear, EDEN, Bon Iver, Mac Miller і Wet як деякі з його музичних впливів.
Його музику описують як «злиття органічних повітряних ритмів, пишних саундтреків у стилі саундтреку та їдкої лірики, гідної Tumblr».
Цукер називає себе «соціальним інтровертом».

## Дискографія

### Альбом
| рік  | Альбом              |
| ---- | ------------------- |
| 2020 | «Love Is Not Dying» |
| 2021 | «Crusher»           |

### EP
| рік  | Альбом         |
| ---- | -------------- |
| 2015 | «Beach Island» |
| 2015 | «Breathe»      |
| 2016 | «Motions»      |
| 2017 | «idle»         |
| 2018 | «stripped.»    |
| 2018 | «glisten»      |
| 2018 | «summer,»      |
| 2019 | «brent»        |
| 2021 | «brent ii»     |

### Сингли
- Melody (2015)
- Flying Kites (2015)
- Bout it (з Деніелом Джеймсом і Бенджаміном 0) (2015)
- Peace Sings (2016)
- Weakness (2016)
- Paradise (з Cisco the Nomad) (2016)
- When You Wake Up (2016)
- Upside Down (з Деніелом Джеймсом) (2016)
- Idk Love (2017)
- All the kids are depressed (2018)
- comethru (2018)
- You were good to me (з Челсі Катлер) (2019)
- Oh, Mexico (2019)
- Always, i'll care (2020)
- Not ur friend (2020)
- julia (2020)